# 정선 이씨
정선 이씨(旌善李氏)는 한국의 성씨이다.

## 유래
《정선이씨세보(旌善李氏世譜)》에 따르면, 이양혼(李陽焜)은 지금의 베트남인 대월국(大越國) 리 왕조(李王朝, 1009~1225)의 전성기를 이끈 왕인 리 인종(李仁宗, 재위 1072~1127)의 아들이며, 다음 왕인 리 신종(李神宗, 재위 1127~1138)의 동생이다. 그는 송 휘종(徽宗, 재위 1100~1126) 때에 송나라에 머무르며 중서문하성의 평장사(平章事) 지위를 받기도 했으나, 금나라가 침공해오자 1127년에 고려로 건너와서 경주(慶州)에 정착했다고 전해진다.
그러나 이러한 기록은 역사학계에서는 신뢰를 받지 못하고 있다. 우선, 이양혼의 형이라는 리 신종의 출생연도는 1116년이다. 따라서 12세기 후반의 인물인 이의민이 이양혼의 6세손이라는 내용과 연대가 맞지 않아 실제 이의민이 이양혼의 6세손일 수가 없다. 게다가 베트남의 편년체 통사인 《대월사기전서(大越史記全書)》의 기록에 따르면, 리 인종은 자식이 없어서 조카인 리 신종이 왕위를 이었다. 따라서 이양혼이 리 인종의 아들일 수 없으며, 리 신종의 동생이라는 내용도 역사적 사실과는 거리가 멀다. 다만, 원나라 말기에 편찬된 《송사(宋史)》에는 리 신종을 리 인종의 아들이라고 잘못 기록하고 있는데, 《정선이씨세보》는 후대에 이 내용을 근거로 이양혼에 관한 내용을 기술해 넣은 것으로 보인다. 즉 정선이씨세보는 고려인 이의민의 선대의 역사를 늘리고 찬양하기 위해 후대의 잘못된 기록을 이용하여 이양혼이라는 가상의 인물을 사용하여 족보를 기술한 것으로 보이며 이것은 족보 제작이 유행일 때 자주 있던 일이다.

## 인물
- 2세손 이란(李蘭, 이군욱(李君郁))는 고려 인종(재위 : 1122년 ~ 1146년)에 예의판서(족보)에 올랐다.
- 6세손 이의민(李義旼)은 상장군, 종형 이희민(李羲旼)은 문하시중이 되었다.
- 9세손 이우원(李遇元)은 정선에 정착하여 본관을 정선으로 하였다.

## 항렬
승지공파(承旨公派)등은 별도의 항렬로 이어오고 있음
| 世順 | 行列       | 世順 | 行列 |
| 29世 | 基 ○       | 37世 | 栽 ○ |
| 30世 | ○ 欽       | 38世 | ○ 榮 |
| 31世 | 濟 ○       | 39世 | 世 ○ |
| 32世 | ○ 根       | 40世 | ○ 鎬 |
| 33世 | 燦 ○, 準 ○ | 41世 | 永 ○ |
| 34世 | ○ 坤, ○ 植 | 42世 | ○ 植 |
| 35世 | 鉉 ○       | 43世 | 焌 ○ |
| 36世 | ○ 洙       | 44世 | ○ 圭 |

## 베트남 방문
1995년 베트남에서 리 왕조의 왕손들을 초청했을 때 대표단을 파견하여 화산 이씨 대표단과 함께 베트남을 찾아갔다. 도무오이 당서기장을 비롯한 베트남의 지도급 인사들이 이들을 환대하고 베트남인과 동등한 법적 대우 및 왕손 인정 등의 만찬에 참석하고 돌아왔다.

## 같이 보기
- 리 왕조
- 화산 이씨
- 이용상

## 참고 자료
- 《Doosan Encyclopedia 외래귀화성씨 外來歸化姓氏》. Doosan Encyclopedia.